# Be 1
Be 1 é um canal de televisão por subscrição privado belga de entretenimento.

## História
Em outubro de 2004, foi criada a Be tv, em substituição do Canal+ Bélgica. O novo bouquet inclui seis canais: Be 1, Be 1+1h, Be Ciné 1, Be Ciné 2, Be Sport 1 e Be Sport 2.
Be 1 mudado para HD, desde 30 de agosto de 2010, a sua programação foi revista de acordo com os conteúdos disponíveis para este formato de difusão.
A partir de 31 de Março de 2010, o Be 1 deu lugar a um novo canal no cabo analógico: VOO, no entanto, os programas gratuitos continuarão a ser difundidos neste novo canal no programa "Tout Be". O canal foi descontinuado em março de 2016. Actualmente, o canal só está disponível em formato digital.

### Identidade Visual (logotipo)

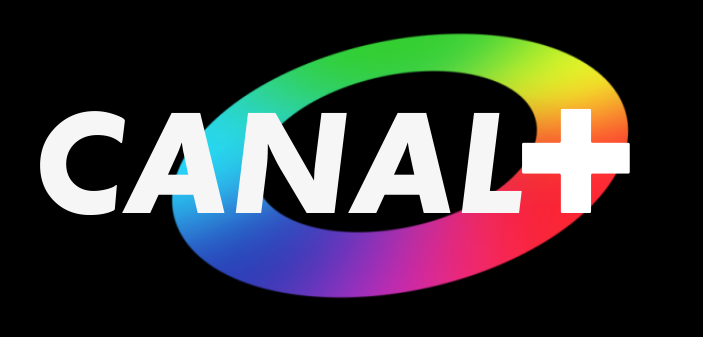
Antigo logotipo de Canal+ de 27 de setembro de 1989 a 28 de agosto de 1995
Logotipo de Canal+, de 28 de agosto de 1995 a 29 de outubro de 2004
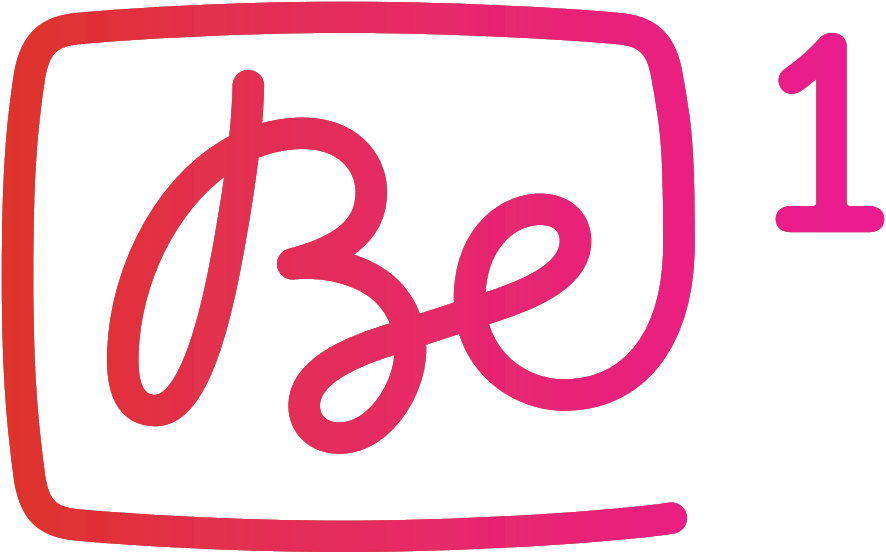
Logotipo desde 29 de outubro de 2004

## Programas
Be 1 transmite vários programas do Canal+ em sinal aberto:
- Clique

A programação em sinal aberto é de segunda a sexta-feira entre as 20:00 e as 21:00 horas (pode variar em função da difusão dos programas do Canal+).
Os antigos programas do Canal+ nas suas faixas horárias de sinal aberto:
- Le Grand Journal
- Le Petit Journal
- Les Guignols de l'info
- Made in Groland
- Salut les terriens
- L'hebdo cinema
- L'Effet papillon
- Happy Hour (2014)

Bem como alguns programas próprios em sinal aberto :
- WNBA

O canal também transmite programação, Canal+, em sinal codificado, como :
- Le journal du hard
- L'Effet Pappillon (desde setembro de 2015)
- Les Guignols de l'info

### Horários em sinal aberto (de setembro a junho)
- Na semana: das 19h10 às 20h55
- Sábados: das 19h45 às 20h55
- Domingos: das 13h30 às 14h10 e das 19h45 às 20h55
- Quintas-feiras (na caixa "Jeudi Évènement"), ou durante um evento : a partir das 19h10 às (?) (depende da duração do programa)

### Horários em sinal aberto (em julho e agosto)
- Na semana: das 19h40 às 20h55
- Sábados: das 20h05 às 20h55
- Domingos: das 19h20 à 20h55

### Programas próprios do Be 1
- WNBA
- L'Europe des 11
- Saturday Foot Fever

### Os programas próprios antigos do Be 1
- Al Dente
- Fais pas le sorcier
- Ring Ring
- Tu ne l'as pas volée
- Mardi Champions League
- Mercredi Champions League

## Be 1 Home Of HBO[3]
Be 1 transmite o melhor da HBO
(séries, filmes e documentários).
- Segunda-feira: Direct from HBO
- Quinta-feira: Jeudi Série HBO

## Transmissão
Be 1 é transmitido exclusivamente sobre as operadoras de cabo na Bélgica e no Luxemburgo.
Be 1 parou de transmitir o seu sinal analógico através das transmissoras da RTBF em 2009. A transição para a TDT não foi previsto.
Be tv apertence à sociedade VOO. O grupo de canais está disponível apenas para esta plataforma e para a operadora SFR na Bélgica. No Luxemburgo na operadora de cabo Eltrona e SFR, mas também por ADSL na operadora POST.

## Audiências
De acordo com o Centre d'Information sur les Médias:.

### Audiência Global
| 2011  | 2012  | 2013  | 2014   | 2015  |
| ----- | ----- | ----- | ------ | ----- |
| 0,3 % | 0,4 % | 0,3 % | 0,29 % | 0,2 % |

### Top 10 dos programas mais vistos por ano
Os programas marcados com um asterisco ( * ) têm sido transmitidas em sinal aberto.

#### 2013
|    | Programa                                     | Data       | Numéro de telespectadores | Rating |
| 1  | Le Petit Journal*                            | 17/12/2013 | 48 866                    | 2,5 %  |
| 2  | O Hobbit : Uma jornada inesperada            | 28/12/2013 | 40 310                    | 2,7 %  |
| 3  | Na pista do Marsupilami                      | 13/04/2013 | 38 156                    | 2,3 %  |
| 4  | Astérix et Obélix : Au service de Sa Majesté | 14/09/2013 | 28 678                    | 1,9 %  |
| 5  | La semaine des Guignols*                     | 17/03/2013 | 27 784                    | 1,5 %  |
| 6  | Cerimônia dos César*                         | 22/02/2013 | 27 455                    | 2 %    |
| 7  | Madagascar 3                                 | 20/11/2013 | 27 227                    | 4,2 %  |
| 8  | Le Petit Journal de Noël*                    | 30/12/2013 | 26 435                    | 1,3 %  |
| 9  | The Avengers                                 | 09/02/2013 | 26 230                    | 7,4 %  |
| 10 | Hunger Games                                 | 11/05/2013 | 25 919                    | 1,8 %  |

#### 2012
|    | Programa                               | Data       | Número de telespectadores | Rating |
| 1  | Rien à déclarer                        | 01/01/2012 | 70 529                    | 3,8 %  |
| 2  | Johnny English Reborn                  | 03/11/2012 | 54 207                    | 3,1 %  |
| 3  | Cerimônia dos César*                   | 24/02/2012 | 52 419                    | 3,7 %  |
| 4  | Missão impossível : Protocolo Fantasma | 24/11/2012 | 42 591                    | 2,8 %  |
| 5  | Hollywoo                               | 08/12/2012 | 42 144                    | 3 %    |
| 6  | Le Petit Journal*                      | 08/10/2012 | 37 741                    | 2,1 %  |
| 7  | Bienvenue à bord                       | 18/11/2012 | 35 373                    | 2 %    |
| 8  | O Artista                              | 17/11/2012 | 33 438                    | 2,1 %  |
| 9  | La véritable histoire de Faux contact* | 25/11/2012 | 33 220                    | 1,7 %  |
| 10 | Le grand journal*                      | 05/03/2012 | 32 380                    | 1,7 %  |

#### 2011
|    | Programa                                               | Data       | Número de telespectadores | Rating |
| 1  | Cerimônia dos César*                                   | 25/02/2011 | 67 057                    | 4,7 %  |
| 2  | Le Petit Journal de la semaine*                        | 18/12/2011 | 41 663                    | 2,4 %  |
| 3  | Le semaine des Guignols*                               | 20/11/2011 | 40 329                    | 2,1 %  |
| 4  | Cannes - Cerimônia de encerramento*                    | 22/05/2011 | 38 907                    | 2,9 %  |
| 5  | Le Petit Journal*                                      | 15/09/2011 | 35 916                    | 2,2 %  |
| 6  | Camping 2                                              | 02/07/2011 | 33 816                    | 2,5 %  |
| 7  | Les Guignols de l'info*                                | 09/01/2011 | 27 228                    | 1,4 %  |
| 8  | Le grand journal*                                      | 12/12/2011 | 27 083                    | 1,4 %  |
| 9  | Futebol : Liga dos campeões da UEFA 2010-2011 : Studio | 05/04/2011 | 26 364                    | 1,4 %  |
| 10 | Le grand journal : Cannes - Cerimônia de abertura*     | 11/05/2011 | 25 949                    | 2 %    |

## Be 1+1h
Be 1+1h é o canal Be 1 com 1 hora de atraso.

### Artigos Relacionados
- BeTV
- Canal+